# Srpice skvrnitá
Srpice skvrnitá (Panorpa germanica) je druh hmyzu z řádu srpic (Mecoptera). Samec má na konci zadečku charakteristický útvar připomínající štípací kleště nebo štíří ocas, podle kterého získala srpice svůj český i vědecký název.

## Popis
Srpice skvrnitá má štíhlé tělo dosahující délky 9–12 mm. Samec je snadno rozpoznatelný díky zadečku zakončenému „kleštěmi“, což je ve skutečnosti přeměněný pohlavní orgán. Křídla jsou čirá s výraznou černou kresbou. Tyto znaky se liší od podobné srpice obecné (Panorpa communis), která má na křídlech odlišné vzory.
Larvy srpic skvrnitých připomínají housenky motýlů a živí se organickým materiálem, například odumřelými rostlinami.

## Rozšíření
Srpice skvrnitá se vyskytuje v celé Evropě, včetně České republiky. Preferuje vlhké a zastíněné biotopy, jako jsou lužní lesy, křoviny a okraje vodních toků. Často ji lze pozorovat v blízkosti lesních cest a mýtin.

## Chování
Dospělci srpic jsou aktivní zejména za teplých dnů od dubna do června. Živí se především mrtvým hmyzem, ale občas mohou sát i nektar. Larvy jsou noční a schovávají se v detritu nebo pod listím.

## Rozmnožování
Samec láká samici tím, že nabízí drobný dárek v podobě kapky vlastního sekretu. Po páření samička klade vajíčka na vlhká místa, kde se po několika týdnech líhnou larvy. Larvy přezimují a na jaře se kuklí.

## Význam
Srpice skvrnitá hraje důležitou roli v ekosystému jako rozkladač organického materiálu a také jako konzument mrtvého hmyzu. Není považována za škůdce ani ohrožený druh.